# Mimoblennius
Mimoblennius is een geslacht van straalvinnige vissen uit de familie van naakte slijmvissen (Blenniidae). Het geslacht is voor het eerst wetenschappelijk beschreven in 1971 door Smith-Vaniz.

## Soorten
- Mimoblennius atrocinctus (Regan, 1909)
- Mimoblennius cas Springer & Spreitzer, 1978
- Mimoblennius cirrosus Smith-Vaniz & Springer, 1971
- Mimoblennius lineathorax Fricke, 1999
- Mimoblennius rusi Springer & Spreitzer, 1978